# Concas (Avairon)
Concas (Conques en francès) és un municipi del departament francès de l'Avairon, a la regió d'Occitània. Aquest municipi pertany a l'associació Els pobles més bonics de França.

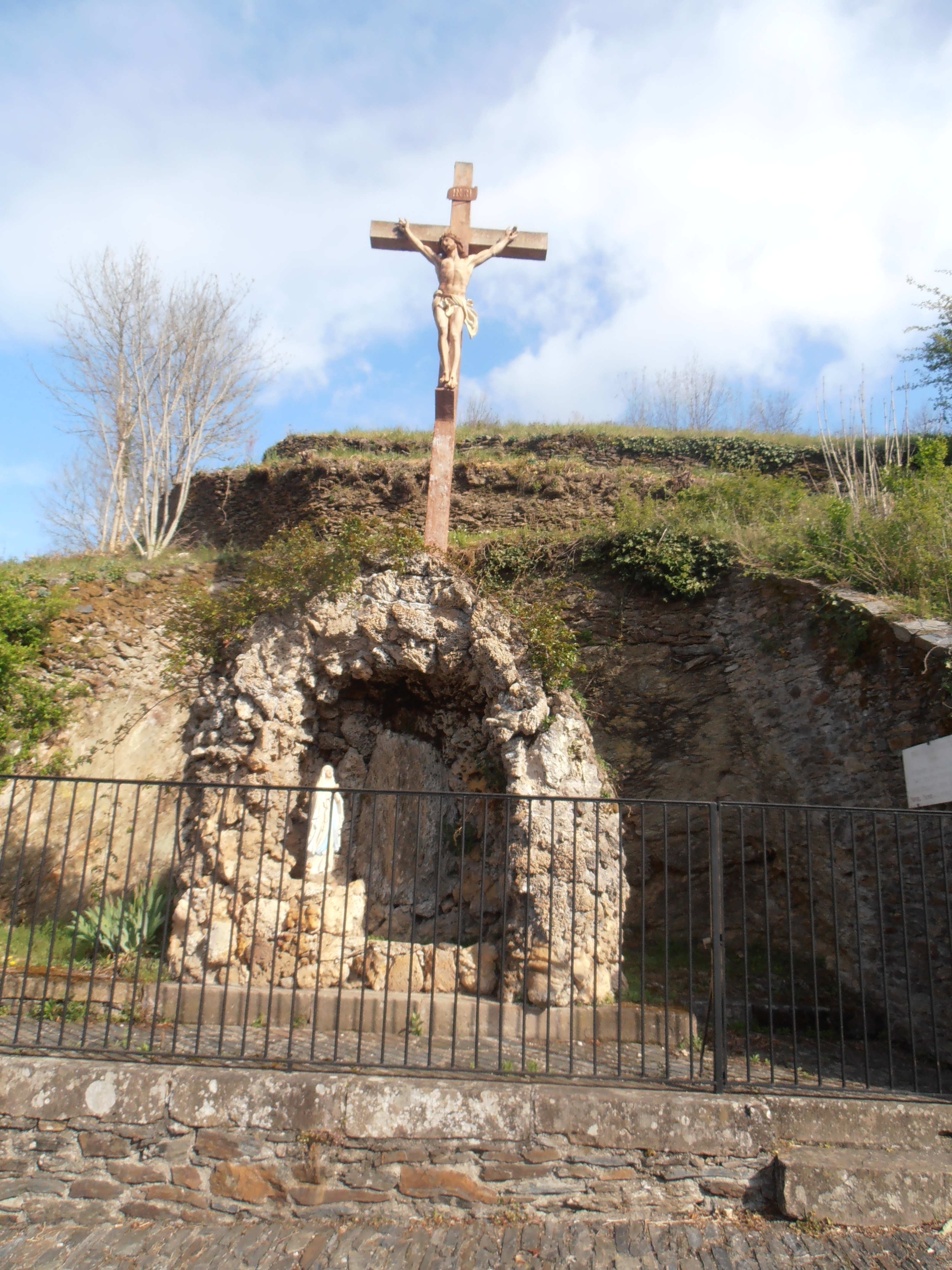
Sant Crist i petita capella de la Verge, a l'entrada de Concas

La vila de Conques té tot just 300 habitants i s'aferra al vessant d'una muntanya, no hi ha cap casa de la vila que trenque amb l'harmonia del paisatge. El seu carrer principal s'obri a l'abadia de Santa Fe de Concas, que sens dubte és l'edificació més important.
L'interior de l'Abadia és d'estil romànic amb una nau molt elevada i tres capelles en l'extrem est (construïdes per a proporcionar més altars als pelegrins. La seua construcció data d'entre els anys 1045 i 1060. Cal destacar d'aquest conjunt històric i monumental el tresor de l'abadia que va aconseguir sobreviure a la Revolució amagat per la gent del poble.
Els pelegrins van començar a arribar a aquest lloc en el segle xi quan els monjos de l'abadia van obtenir, via furt, les relíquies de Santa Fe, una de les primeres màrtirs cristianes. L'abadia des de llavors és parada dins del Camí occità de Sant Jaume.

## Llocs d'interès
- Abadia de Santa Fe de Concas
- Palau d'Humières
- Carrer Charlemagne
- Vell pont «romànic»